# Romãs
Romãs é uma povoação portuguesa do Município de Sátão que foi sede da extinta Freguesia de Romãs, freguesia que tinha 33,74 km² de área e 868 habitantes (2011), e, por isso, uma densidade populacional de 25,7 hab/km².
Em 2013, a Freguesia de Romãs foi extinta e agregada às Freguesias de Decermilo e Vila Longa, criando-se a União das Freguesias de Romãs, de Decermilo e de Vila Longa.

## População
| População da freguesia de Romãs | População da freguesia de Romãs | População da freguesia de Romãs | População da freguesia de Romãs | População da freguesia de Romãs | População da freguesia de Romãs | População da freguesia de Romãs | População da freguesia de Romãs | População da freguesia de Romãs | População da freguesia de Romãs | População da freguesia de Romãs | População da freguesia de Romãs | População da freguesia de Romãs | População da freguesia de Romãs | População da freguesia de Romãs |
| ------------------------------- | ------------------------------- | ------------------------------- | ------------------------------- | ------------------------------- | ------------------------------- | ------------------------------- | ------------------------------- | ------------------------------- | ------------------------------- | ------------------------------- | ------------------------------- | ------------------------------- | ------------------------------- | ------------------------------- |
| 1864                            | 1878                            | 1890                            | 1900                            | 1911                            | 1920                            | 1930                            | 1940                            | 1950                            | 1960                            | 1970                            | 1981                            | 1991                            | 2001                            | 2011                            |
| 1 414                           | 1 375                           | 1 323                           | 1 458                           | 1 864                           | 1 724                           | 1 920                           | 1 254                           | 2 022                           | 1 946                           | 1 478                           | 1 410                           | 1 234                           | 1 099                           | 868                             |

Nos censos de 1911 a 1930 tinha anexada à freguesia de Vila Longa Foi desanexada pelo decreto lei nº 23.507, de 26/01/1934, e juntamente com lugares da freguesia de Romãs passou a constituir uma freguesia autónoma
| Distribuição da População por Grupos Etários | Distribuição da População por Grupos Etários | Distribuição da População por Grupos Etários | Distribuição da População por Grupos Etários | Distribuição da População por Grupos Etários | Distribuição da População por Grupos Etários | Distribuição da População por Grupos Etários | Distribuição da População por Grupos Etários | Distribuição da População por Grupos Etários | Distribuição da População por Grupos Etários |
| -------------------------------------------- | -------------------------------------------- | -------------------------------------------- | -------------------------------------------- | -------------------------------------------- | -------------------------------------------- | -------------------------------------------- | -------------------------------------------- | -------------------------------------------- | -------------------------------------------- |
| Ano                                          | 0-14 Anos                                    | 15-24 Anos                                   | 25-64 Anos                                   | > 65 Anos                                    |                                              | 0-14 Anos                                    | 15-24 Anos                                   | 25-64 Anos                                   | > 65 Anos                                    |
| 2001                                         | 164                                          | 166                                          | 484                                          | 285                                          |                                              | 14,9%                                        | 15,1%                                        | 44,0%                                        | 25,9%                                        |
| 2011                                         | 79                                           | 93                                           | 429                                          | 267                                          |                                              | 9,1%                                         | 10,7%                                        | 49,4%                                        | 30,8%                                        |

Média do País no censo de 2001:  0/14 Anos-16,0%; 15/24 Anos-14,3%; 25/64 Anos-53,4%; 65 e mais Anos-16,4%
Média do País no censo de 2011:   0/14 Anos-14,9%; 15/24 Anos-10,9%; 25/64 Anos-55,2%; 65 e mais Anos-19,0%

## Património
- Pelourinho de Douro Calvo